# Вистингаузен, Вальтер фон
Вальтер Зигфрид Николай фон Вистингаузен (нем. Walter Siegfried Nikolai von Wistinghausen; 7 (19) июня 1879, мыза Тситре — 26 февраля 1956, Людвигсбург) — эстонско-немецкий актёр, журналист, переводчик, мемуарист, писатель.

## Биография
Сын Карла Александра фон Вистингаузена (1826—1883), медика и государственного деятеля, президента Эстляндской казённой палаты, и его жены Адельгейд, урождённой графини Стенбок (1849—1922). По материнской линии двоюродный брат писателя Эрика Стенбока.
По окончании гимназии занимался фермерством, в 1900—1901 годах работал управляющим в помещичьем имении в Рязанской губернии, затем стажировался на предприятии по производству молочных продуктов в Тапиау. В 1907—1917 годах занимал ряд небольших административных должностей.
Одновременно с 1907 года состоял в ревельском Драматическом обществе, выступал под сценическим псевдонимом Виллибальд Виккель (нем. Willibald Wickel). Перевёл с эстонского языка пьесу Эдуарда Вильде «Домовой». В 1929 году снялся в эстонском немом фильме «Доллар» (режиссёр Михкел Леппер).
В 1924—1939 годах редактор и театральный обозреватель таллинской немецкой газеты Revalsche Zeitung, опубликовал более 700 материалов о театре, кино и балете. В 1943—1944 годах работал в цензурном ведомстве немецкого оккупационного режима.
С 1944 года жил в Германии. В 1947 году опубликовал перевод романа Аугуста Мялка «Добрая гавань» (совместно с Ф. Оттовом).
Посмертно изданы сборник рассказов «Призрак из Покровского» (нем. Das Gespenst von Pokrowskoje; 1960), «старомодный по форме и внушающий доверие по содержанию», и воспоминания о детстве «Из окрестных подробностей» (нем. Aus meiner näheren Umwelt; 1995, с переводом на эстонский).

## Семья
Братья — Рихард фон Вистингаузен, дирижёр и композитор, и Райнхольд фон Вистингаузен, медик; сестра — писательница Теофила фон Бодиско. Сын Рудольф фон Вистингаузен — немецкий дипломат.